# 片想い (小説)
『片想い』（かたおもい）は、東野圭吾の長編サスペンス小説である。
2004年8月10日には文春文庫版が刊行された。
2017年10月21日にWOWOWでテレビドラマ化された。

## あらすじ
年に一度の元帝都大アメフト部が集まる日、11月の第三金曜日。13回目のこの日、哲郎は帰りに来ていなかった女マネの美月を見かける。再会した彼女は男だった。生まれた時、物心がついた時から女という扱いをされる事に違和感を感じていたという美月は殺人をしたというもっと衝撃的な発言をした。今、姿をも男になろうと努力を始めた美月を務所に入れたくないという理沙子の思いで西脇夫婦は美月を守る決心をする。裏には性同一性障害で苦しみ戸籍交換をしている男女や所謂オネエ、また半陰陽の陸上選手などが登場しLGBTについて深く考えさせられる。

## 登場人物
西脇哲郎
元アメフト部のクォーターバッグ。職業はスポーツライター。
日浦美月
元アメフト部の女子マネージャー。夫と息子を置いて家出。心が男。理沙子を好き。神崎ミツルとの戸籍交換を望む。
西脇理沙子
元アメフト部の女子マネージャー。哲郎の妻。職業はカメラマン。哲郎が避妊をしなかったために妊娠して夫婦間は険悪。
中尾功輔
元アメフト部。大学時代の美月の彼女。性同一性障害の男女の戸籍交換を支援。
早田幸弘
元アメフト部。職業は記者。

## 書籍情報
- 単行本：文藝春秋、2001年3月30日[3] ISBN 978-4-16-319880-4
- 文庫本：文春文庫、2004年8月10日[1] ISBN 978-4-16-711009-3

## テレビドラマ
2017年10月21日から11月25日まで、WOWOW連続ドラマWの「土曜オリジナルドラマ」で放送された。全6回。主演は中谷美紀。

### キャスト
- 日浦（広川）美月／神崎ミツル - 中谷美紀（幼少期：志水透哉[4]）
- 西脇哲朗 - 桐谷健太
- 西脇理沙子 - 国仲涼子
- 早田幸弘 - 大谷亮平
- 中尾功輔 - 鈴木浩介
- 須貝誠 - 和田正人
- 佐伯香里 - 中村アン
- 末永睦美 - 高月彩良
- 広川幸夫 - 眞島秀和
- 嵯峨正道 - 赤堀雅秋
- 高城律子 - 酒井美紀
- 戸倉佳枝 - 丘みつ子
- 望月 - 田中要次
- 野末真希子 - 秋吉久美子
- 相川冬紀 - 田中泯
- 日浦正一 - 橋爪功
- 戸倉明雄 - 山中聡
- 立石卓 - 吉原シュート

### スタッフ
- 監督 - 永田琴
- 脚本 - 吉田紀子
- 音楽 - 市川和則
- プロデューサー - 藤原麻知、井上衛、黒沢淳、雫石瑞穂
- 製作：WOWOW、テレパック

### 放送日程
| 各話   | 放送日   | サブタイトル |
| ------ | -------- | ------------ |
| 第一話 | 10月21日 | 七夕         |
| 第二話 | 10月28日 | 幻月         |
| 第三話 | 11月04日 | 三日月       |
| 第四話 | 11月11日 | メビウスの帯 |
| 第五話 | 11月18日 | 下弦の月     |
| 最終話 | 11月25日 | 満月         |

| WOWOW 土曜オリジナルドラマ 連続ドラマW                        | WOWOW 土曜オリジナルドラマ 連続ドラマW    | WOWOW 土曜オリジナルドラマ 連続ドラマW |
| 前番組                                                        | 番組名                                    | 次番組                                 |
| ------------------------------------------------------------- | ----------------------------------------- | -------------------------------------- |
| プラージュ 〜訳ありばかりのシェアハウス〜 （2017.8.12 - 9.9） | 東野圭吾「片想い」 （2017.10.21 - 11.25） | 名刺ゲーム (2017.12.2 - 12.23)         |